# 作用 (哲学)
作用（ドイツ語: Akt）とは哲学においては、意識や心が何かを想像したり感じたりする時に、想像したりや感じたりした内容ではなく、想像したり感じたりする「意識の動き」もしくは「心の動き」そのものをさす。このため、意識作用や心的作用と呼ばれることもある。また、作用には「想起」、「想像」、「知覚」、「判断」、「欲求」の他いろいろなものが存在する。

## 概要
作用は元来（ラテン語: actus、行為）が語源であるが、語源とは異なった意味で使われている。近代における認識論では、認識は意識作用もしくは心的作用により、「ある事物」を介したり、「ある事物」そのものを対象として捉えることであると考えられている。このように作用は「作用ー内容ー対象」という三項図式の中に位置づけられて認識の意味と認識ができる範囲が、「作用」および「内容」および「対象」の関係がどのような関係になっているのかが認識論では問われることになった。

## 作用の志向性
近代以降、哲学者であり心理学者でもあったブレンターノによって作用の志向性という新たな論点が打ち出された。ブレンターノは心理学とは心的現象の学問であると位置づけたが、この心的な現象というのは心の中にある内容では無く心の動きそれ自体が「作用」であり、「志向的（心的）内在（intentionale (mentale) Inexistenz）」、「内容への関係（Beziehung auf einen Inhalt）」、「対象への方向性（Richtung auf ein Objeckt）」、「内在的な対象性（immanente Gegenständlichkeit）」、「自分自身の内に（志向的に）対象を含む（(intentional) einen Gegenstand in sich enthalten）」をそなえる「心的作用」である。

## フッサールにおける作用
ブレンターノのもとで学んだフッサールは心的な作用の志向性という論点については、ブレンターノの思想を継承したが、「内容」と「対象」に関するブレンターノの曖昧さを「意味」という視点で整理し直した。フッサールは作用について、志向的対象は存在論的な位置付けの遺憾に関係なく志向作用の対象であり、それだけの理由で現象学的意味での客観性(意味的客観性)を保有することが可能であるとしている。
また、フッサールは作用はすべて性質と質料を保有しており、作用が事物に対して「感じる」、「判断する」、「表象する」、「欲求する」といった多様な志向の処理方法が「作用性質」と定義され、一方で作用が「感じる」等の処理方法で対象に関係していく中で混沌とした感覚に意味を付与することが「志向的本質」とかんがえられた。
作用の性質と質料という考え方は、「ノエシス」および「ノエマ」という対概念に受け継がれていった。

## 引用
1. ↑  対象（object）：ギリシア語で「アンティケイメノン：反対側に置かれたもの」が語源。中世哲学では「心の中にあるもの」と考えられた。（山口裕之著『語源から哲学がわかる事典』279頁25行目〜26行目より引用）
2. ↑  基本的意味　心の状態の持つ、＜何かにかかわる＞(aboutness)、あるいは＜何かに向けられている＞(directedness)という特徴。これは物理的なものには見られない特徴であり、心的なものと物理的なものとを区別する指標となる（「意図的」(intentional)）という意味とは区別されなければならない）。（中畑正志著『志向性：現在状況と歴史的背景（一）』28頁3行目〜5行目より引用）
3. ↑  心的現象＝心的作用　心的現象はそれ自体が物的現象と並ぶような観察の対象ではなく、対象に対する意識に付随したかたちで知覚されるのであるから、両者はひとつの心的体験における二つの局面である。（中畑正志著『志向性：現在状況と歴史的背景（一）』40頁13行目〜14行目より引用）